# Абу-ль-Вафа
Абу ль-Уафа (Абу ль-Вафа) Мухаммед-бен-Мухаммед (940—998, за ін. даними 997) — перський астроном і математик з Хорасану.
У його трактаті з астрономії містяться відомості про одну з нерівностей руху Місяця — варіацію, відкриту пізніше Тихо Браге. Склав таблиці синусів і тангенсів (через кожні 10' з точністю до 1/604). Перекладач (з грецької на арабську мову) і коментатор праць Діофанта.